# ویلیام دوئر
ویلیام دوئر (William Duer) (زادهٔ ۱۸ مارس ۱۷۴۳ – درگذشتهٔ ۷ مه ۱۷۹۹)، وکیل، توسعه‌دهنده املاک و مستغلات و دلال آمریکایی اهل شهر نیویورک متولد بریتانیا بود. دوئر که یک فدرالیست بود، به عنوان «دوست مردم» ("Philo-Publius") به حمایت از تصویب قانون اساسی ایالات متحده نوشت. وی پیشتر در کنگره قاره‌ای و کنوانسیونی که قانون اساسی نیویورک را ترتیب داد، خدمت نموده بود. او در ۱۷۷۸ میلادی روی اصول کنفدراسیون امضاء نمود، از اینرو وی یکی از پدران بینان‌گذار ایالات متحده آمریکا است.

## اوایل زندگی
دوئر در ۱۷۴۳ میلادی در دوون، بریتانیای کبیر به‌دنیا آمد. او پسر جان دوئر و فرانسیس فرای بود، پدر وی یک مزرعه‌دار در آنتیگوآ در هند غربی که خانه‌ای در دوون نیز داشت. مادر وی دختر سِر فردریک فرای، فرمانده یک واحد نظامی در هند غربی بود و او در آنجا با دوئر آشنا شده و ازدواج نمود.
دوئر در کالج ایتون آموزش دید و زمانی که هنوز زیر سن بود به عنوان پرچم دار وارد ارتش شد. وی رابرت کلایو را به عنوان دستیار شخصی (اید-دی-کامپ) هنگام بازگشت وی به هند به عنوان فرماندار کل در ۱۷۶۲ میلادی، همراهی نمود. دوئر شدیداً از آب و هوا متأثر شده و بیمار شود، از اینرو لرد کلایو را دوباره به انگلستان فرستاد، پس از آن او برای پنج سال تا زمان مرگ پدرش در آنجا باقی ماند و املاک پدرش در دومینیکا را به ارث برد.

## حرفه
دوئر پس از ترک ارتش به آنتیگوآ رفت. او برای نخستین‌بار در ۱۷۶۸ میلادی به ایالت نیویورک سفر کرد تا برای تأمین منظم و مداوم الوار به مزرعه‌های وی در آنتیگوآ و دومینیکا، قرارهای بگذارد. وی به عنوان یک مزرعه‌دار، معاملات گسترده‌ای با فیلیپ اسکایلر داشت و اسکایلر او را قانع ساخت تا در اوایل دهه ۱۷۷۰ میلادی به نیویورک نقل مکان کند. دوئر در یکی از سفرهای پیشین خود، چندین قطعه زمین در قسمت بالایی رود هادسن در نزدیکی آلبانی خریداری نموده بود. این منطقه که معروف به فورت میلر بود، هم به عنوان محل سکونت و هم محل نخستین ماجراجویی‌های مالی وی محسوب می‌گردید. دوئر کارخانه‌های چوب بری، انبارها و یک فروشگاه تأسیس کرد.
او در ۱۷۷۳ میلادی به انگلستان بازگشت و قراردادی را از نیروی دریایی سلطنتی جهت تأمین الوار برای تیر و دکل به‌دست‌آورد. تا ۱۷۷۶ میلادی، او توانسته بود کسب‌وکار تا حدی موفقیت‌آمیز را تنها بر مبنای تولید الوار بسازد.

### جنگ انقلاب آمریکا
دوئر در اصل یک ویگ میانه‌رو بود و به نحوی نمی‌خواست تا در مقاومت فعال علیه حکومت بریتانیا دخیل باشد. اما او در ۱۷۷۵ میلادی عضو کنگره استانی شد؛ او عضو کمیته‌ای بود که سال بعدی نسخه اصلی قانون اساسی نیویورک را ترتیب داد.
دوئر عضو نخستین مجلس سنای قانون‌گذاری نیویورک بوده و از ۹ سپتامبر ۱۷۷۷ تا ۳۰ ژوئن ۱۷۷۸ به عنوان نماینده ناحیه شرقی در مجلس سنای نیویورک خدمت کرد. وی در ۱۷۷۸ و ۱۷۷۹ میلادی عضو کنگره قاره‌ای بود. هنگامی که وی در کنگره خدمت می‌کرد، طبق گزارش‌ها او به‌طور مکرر رئیس‌جمهوری آینده جان آدامز و متخصص مالی رابرت موریس اهل فیلادلفیا را تحت تأثیر قرار می‌داد، وی همچنین با موریس در کمیته مالی و «اداره کل جنگ» که جانشین وزارت جنگ بود، خدمت کرد.
دوئر در ۱۷۷۹ میلادی به تجارت خصوصی بازگشت و با جان هولکر که نماینده تجاری فرانسه بود شریک شد. او همچنین با تأمین تدارکات ارتش آمریکا تحت قراردادهای که رابرت موریس برای وی تنظیم نموده بود، تجارت پرسودی انجام داد.

### اواخر زندگی
پس از پایان جنگ، دوئر به یک سفته‌باز چشمگیر مبدل شد؛ وی همچنین در ۱۷۸۶ میلادی در مجلس عمومی نیویورک انتخاب گردید. زمانی که الکساندر همیلتون که داماد اسکایلر بود در ۱۷۸۹ میلادی نخستین وزیر خزانه‌داری ایالات متحده شد، دوئر نیز نخستین معاون وزیر شد. او به خرید و فروش اوراق قرضه آمریکایی ادامه داد، از جمله شرکت ناکام سوسیوتو برای خریداری قرض آمریکا از فرانسه به یک تخفیف.
دوئر در نتیجه وحشت ۱۷۹۲ میلادی کاملاً ورشکسته شده و بقیه زندگی خود را در زندان بدهکاران سپری نمود. ناکامی وی علت این وحشت پنداشته می‌شد، ظاهراً نخستین وحشتی که بر اثر سفته‌بازی ناشی شد. ضرر ناشی از این رویداد ۳ میلیون دلار تخمین زده شد و فقر ناشی از آن دربرگیرنده بسیاری‌ها در تمامی طبقه‌های اجتماعی بود.

## زندگی شخصی
دوئر در ۱۷۷۹ میلادی با خانم کاترین الکساندر (۱۷۵۵ – ۱۸۲۶ میلادی) که دومین دختر سارا (نام تولد: لوینگستون) الکساندر و ژنرال ویلیام الکساندر بود ازدواج کرد، ویلیام الکساندر مدعی عنوان اشرافی ارل استیرلینگ و سرلشکر ارتش قاره‌ای در جریان جنگ انقلاب آمریکا بود. ازدواج آنها در خانه الکساندر در مرکز شهرستان به‌نام «دَ بلدینگز» در نزدیکی بسکینگ ریج، نیوجرسی برگزار شد. این عروسی به سبک زندگی یک مرد اشرافی انگلیسی طراحی شده بود و تمامی ویژگی‌های یک خانه بزرگ انگلیسی را داشت. پدربزرگ پدری کاترین جیمز الکساندر، دادستان کل نیوجرسی و مادر بزرگ وی بازرگان مری اسپرات پرووست الکساندر بود. مادربزرگ و پدربزرگ مادری وی کاترین وان بروغ لوینگستون و فیلیپ لوینگستون، دومین لرد لوینگستون مانور بودند. همسر وی متعلق به خانواده‌های دی پیسترزها، لوینگستون‌ها و اسکایلرها بود، خانواده‌های که جایگاه برجسته‌ای در جامعه آن دوران داشتند.
آنها باهم صاحب هشت فرزند بودند، شامل:
- ویلیام الکساندر دوئر (۱۷۸۰ – ۱۸۵۸ میلادی)، کسی که قاضی دادگاه عالی ایالت نیویورک و برای چندین سال رئیس دانشگاه کلمبیا بود. او با هاناه مریا دننگ (۱۷۸۲ – ۱۸۶۲ میلادی) دختر عضو کنگره ایالات متحده ویلیام دننگ، ازدواج نمود.[۷]
- جان دوئر (۱۷۸۲ – ۱۸۵۸ میلادی)، کسی که وکیل و حقوق‌دان برجسته نیویورک بود. وی با آنا بدفورد بنر (۱۷۸۳ – ۱۸۶۴ میلادی)، خواهر عضو کنگره ایالات متحده ردولف بنر، ازدواج کرد.[۸]
- فرانسس دوئر (۱۷۸۶ – ۱۸۶۹ میلادی)، کسی که با بورولی رابنسون (۱۷۷۹ – ۱۸۵۷ میلادی)، نوه بازرگان بورولی رابینسون، ازدواج نمود.[۹][۱۰]
- سارا هنریتا دوئر (متولد ۱۷۸۷)، کسی که با جان وایترسپون اسمیت، پسر و نوه رؤسای دانشگاه پرینستون ساموئل استانهوپ اسمیت و جان وایتراسپون، ازدواج کرد.
- کاترین الکساندر (۱۷۸۸ – ۱۸۸۲ میلادی).
- ماریا تئودورا دوئر (۱۷۸۹ – ۱۸۳۷ میلادی) کسی که در ۱۸۱۰ میلادی با بورلی چیو (۱۷۷۳ – ۱۸۵۱ میلادی) ازدواج کرد.[۱۱]
- هنریتا الیزابت دوئر (۱۷۹۰ – ۱۸۳۹ میلادی)، کسی که با موریس رابنسون (۱۷۸۴ – ۱۸۴۹ میلادی)، برادر بورلی رابنسون و بنیان‌گذار شرکت بیمه زندگی دوجانبه نیویورک، ازدواج کرد.[۱۰][۱۲]
- الکساندر دوئر (۱۷۹۳ – ۱۸۱۹ میلادی)، کی که با آن ماریا وستکوت (۱۸۰۸ – ۱۸۹۷ میلادی)، دختر سرهنگ و سناتور ایالت نیویورک دیوید ام. وستکوت، ازدواج کرد.[۱۳]

دوئر در ۱۸ آوریل ۱۷۹۹ به عمر ۵۷ سالگی در شهر نیویورک درگذشت. وی در مقبره خانوادگی در زیر کلیسای سابقه سنت توماس مدفون شده بود و بعداً در جامائیکا، لانگ آیلند، نیویورک به خاک سپرده شد. پس از مرگ وی، همسر بیوه او در ۱۵ سپتامبر ۱۸۰۱ با ویلیام نلسون ازدواج کرد.

### نوادگان
از طریق پسر بزرگ خود ویلیام، او پدربزرگ دننگ دوئر، پدر پدربزرگ جیمز گور کینگ دوئر و پدربزرگِ پدربزرگ آلیسدوئر میلر (۱۸۷۴ – ۱۹۴۲ میلادی) شاعر و نویسنده فمینیست بود. از طریق پسر خود جان، او پدربزرگ ویلیام دوئر (۱۸۰۵ – ۱۸۷۹ میلادی) بود، کسی که به عنوان نماینده نیویورک در کنگره ایالات متحده خدمت نمود.